# 朱巴谷联盟
朱巴谷聯盟是索馬利亞內戰中的一個軍閥，其活躍於2001年—2008年，前身為索馬里聯盟:686，其主要與索马里爱国运动、索馬利亞和解和重建委員會爭奪控制索馬利亞西南部基斯馬尤與朱巴河流域，一個被稱為朱巴蘭的地方。朱巴谷聯盟領導人謝赫·謝里夫·謝赫·艾哈邁德於2009年至2012年任索馬利亞第七任總統。

## 另見
- 索馬利亞戰爭 (2006年至2009年)
- 伊斯蘭法庭聯盟
- 伊斯蘭法庭聯盟的攻勢（英语：2006 Somali warlord offensive）